# Хавров Едуард Анатолійович
Едуард Анатолійович Хавров (нар. 14 жовтня 1969, Українська РСР) — радянський та український футболіст та тренер, виступав на позиції півзахисника.

## Кар'єра гравця
Футбольну кар'єру розпочав 1987 року в складі ждановського «Новатора». Виступав в аматорському чемпіонаті України за «Азовмаш» Маріуполь (1993/94, 26 матчів) та АФК-УОР Маріуполь (1994/95, 11 матчів).

## Кар'єра тренера
У 2003 році призначений помічником головного тренера маріупольського «Іллічівця-2». Потім очолив аматорський маріупольський клуб «Портовик». З 2008 по 2015 рік очолював «Іллічівець U-21» (Маріуполь), який виступав у молодіжному чемпіонаті України. У сезоні 2013/14 років маріупольці виграли молодіжний чемпіонат України. Також допомагав тренувати «Іллічівець-2». 12 листопада 2015 року призначений головним тренером петрівського «Інгульця». Під керівництвом Едуарда «Інгулець» вийшов до Першої ліги України, завоювавши бронзові медалі Другої ліги. Але в першій лізі петрівчани стартували невдало, після стартових 5-и турах команда займала в турнірній таблиці 3-є з кінця місце, тому керівництво «Інгульця» вирішило звільнити Хаврова. 29 серпня 2017 року очолив житомирське «Полісся». Проте вже в листопаді 2017 року разом з 11-а основними гравцями команди залишив команду. Неодноразово визнавався найкращим тренером туру у Другій лізі. З 2018 по 2019 рік очолював ФСК «Кристал» (Чортків).
9 липня 2019 року призначений головним тренером МФК «Кристал» (Херсон). Він подав у відставку 29 вересня 2020 року. 
14 січня 2021 року він очолив клуб другої ліги «Енергія» (Нова Каховка)